# Желтухино-Ширяйский
Желтухино-Ширяйский — хутор в Иловлинском районе Волгоградской области, в составе Ширяевского сельского поселения.
Население — 290 (2010)

## История
Хутор относился к юрту станицы Иловлинской Второго Донского округа Области Войска Донского (до 1870 года — Земля Войска Донского). Первоначально был известен как хутор Желтухин. В Списке населённых мест Земли Войска Донского 1862 года издания, составленном по данным 1859 года, в юрте станицы Иловлинской значится два хутора Желтухиных, однако однозначно установить соответствие одного из них хутору не представляется возможным. Согласно Списку населенных мест Области войска Донского по переписи 1873 года на хуторе Желтухин (при реке Ширяй) проживало 83 мужчины и 88 женщин. Постепенно название хутора изменяется на Ширяйский (по реке). Согласно переписи населения Российской империи 1897 года на хуторе Ширяйском проживали 273 мужчины и 243 женщины, из них грамотных мужчин — 124, грамотных женщин — 18.
Согласно Алфавитному списку населённых мест Области Войска Донского 1915 года на хуторе Желтухино-Ширяйском проживало 266 душ мужского и 280 женского пола, на хуторе имелись: хуторное правление, школа, паровая и ветряная мельницы.
В 1921 году в составе Второго Донского округа хутор включён в состав Царицынской губернии. С 1928 года — в составе Иловлинского района Сталинградского округа (округ ликвидирован в 1930 году) Нижневолжского края (с 1934 года — Сталинградского края). С 1935 года — в составе Солодчинского района Сталинградского края (с 1936 года — Сталинградской области, с 1961 года — Волгоградской области).
В годы Великой Отечественной войны население хутора привлекалось к строительству обводных сооружений, военных укреплений: валов, окопов, дзотов. Особое значение хутор имел как место для приёма, размещения и лечения раненых советских воинов. Многие раненые бойцы умирали на пути в госпиталь или в госпиталях. Их хоронили на гражданском кладбище. По окончании боевых действий, в марте 1943 года, было принято решение похоронить всех умерших от тяжёлых ранений воинов в братской могиле.
В 1963 году Солодчинский район был упразднён, хутор передан в состав Фроловского района. В 1965 году включён в состав Иловлинского района.

## Общая физико-географическая характеристика
Хутор расположен в степи, на реке Ширяй, в пределах Приволжской возвышенности, являющейся частью Восточно-Европейской равнине. Хутор вытянут вдоль реки Ширяй. Выше по реке расположен хутор Ширяевский, ниже хутор Писарёвка. Центр хутора расположен на высоте около 60 метров над уровнем моря. Почвы — тёмно-каштановые солонцеватые и солончаковые.
Автомобильной дорогой с твёрдым покрытием хутор Желтухино-Ширяйский связан с административным центром сельского поселения хутором Ширяевский (8,5 км). По автомобильным дорогам расстояние до областного центра города Волгограда составляет 130 км, до районного центра города Иловля — 50 км. Ближайшая железнодорожная станция расположена в 28 км от хутора в селе Лог.
Часовой пояс
Желтухино-Ширяйский, как и вся Волгоградская область, находится в часовой зоне МСК (московское время). Смещение применяемого времени относительно UTC составляет +3:00.

## Население
Динамика численности населения по годам:
| 1873 | 1897 | 1915 | 1987 | 2002 |
| ---- | ---- | ---- | ---- | ---- |
| 171  | 516  | 546  | ≈290 | 264  |

| 2010 |
| ---- |
| 290  |